# Alsóbölkény
Alsóbölkény (románul: Beica de Jos, németül: Ungarisch Birk) falu és községközpont Romániában, Maros megyében.

## Fekvése
Alsóbölkény a Görgényi-havasok nyugati lábánál, a Bölkényi-patak mentén helyezkedik el.

## Története
1453-ban Villa Belken néven említik a források. Rákoczi fejedelem idejéből már írott dokumentumok vannak róla. A Gőrgényszentimrei vár kirendeltségéhez tartozott, más falukkal együtt (Felsőbölkény, Kakucs, Szentmihály, Soropháza, Nádas, Hétbükk.

## Népesség
Lakói románok, magyarok és romák. Az 1784-87-es népszámlálás idején 458 lakosából 241 férfi és 217 nő volt. Foglalkozás szerinti megoszlásuk: pap - 1, kisnemes - 14, paraszt - 45, örököseik - 41, zsellér - 48, egyéb - 26. Az 1 és 12 éves gyermekek száma - 48, a 13-17 éveseké - 15.
Népességének alakulása 1850 és 1992 között:
Év 	Román 	Magyar 	Egyéb 	Összesen
1850 	133 	546 	40 	719
1910 	212 	747 	88 	1047
1930 	189 	685 	127 	1001
1992 	152 	300 	329 	781
2002-ben 851-en lakták a települést, közülük 397 cigány, 261 magyar és 193 román nemzetiségű volt.

## Híres emberek
- Itt született Szabó Lajos író, drámaíró, főiskolai tanár 1912. szeptember 21-én.
- Itt született Ádám Zsigmond nyelvész, egyetemi tanár, műfordító 1913. június 15-én.